# Teoria wszystkiego (film 2014)
Teoria wszystkiego (ang. The Theory of Everything) – brytyjski melodramat biograficzny z 2014 roku w reżyserii Jamesa Marsha. Adaptacja wspomnień Podróż ku nieskończoności. Moje życie ze Stephenem autorstwa Jane Hawking. Film przedstawia historię związku brytyjskiego fizyka Stephena Hawkinga i jego byłej żony.
Światowa premiera filmu miała miejsce 7 września 2014 podczas 39. MFF w Toronto. Na ekrany polskich kin film wszedł 30 stycznia 2015 roku.

## Obsada
- Eddie Redmayne jako Stephen Hawking
- Felicity Jones jako Jane Wilde Hawking
- Maxine Peake jako Elaine Mason, druga żona Stephena
- Charlie Cox jako Jonathan Jones, drugi mąż Jane
- Harry Lloyd jako Brian
- Emily Watson jako Beryl Wilde, matka Jane
- Guy Oliver-Watts jako George Wilde, ojciec Jane
- Simon McBurney jako Frank Hawking, ojciec Stephena
- Abigail Cruttenden jako Isobel Hawking, matka Stephena
- Charlotte Hope jako Phillipa Hawking, siostra Stephena
- Lucy Chappell jako Mary Hawking, siostra Stephena
- David Thewlis jako Dennis William Sciama
- Christian McKay jako Roger Penrose
- Enzo Cilenti jako Kip Thorne
- Georg Nikoloff jako Isaak Markovich Khalatnikov
- Alice Orr-Ewing jako Diana King

i inni

## Nagrody i nominacje
87. ceremonia wręczenia Oscarów
- nagroda: najlepszy aktor pierwszoplanowy − Eddie Redmayne
- nominacja: najlepszy film roku − Tim Bevan, Eric Fellner, Lisa Bruce i Anthony McCarten
- nominacja: najlepszy scenariusz adaptowany − Anthony McCarten
- nominacja: najlepsza aktorka pierwszoplanowa − Felicity Jones
- nominacja: najlepsza muzyka − Jóhann Jóhannsson

72. ceremonia wręczenia Złotych Globów
- nagroda: najlepszy aktor w filmie dramatycznym − Eddie Redmayne
- nagroda: najlepsza muzyka − Jóhann Jóhannsson
- nominacja: najlepszy film dramatyczny
- nominacja: najlepsza aktorka w filmie dramatycznym − Felicity Jones

68. ceremonia wręczenia nagród Brytyjskiej Akademii Filmowej
- nagroda: najlepszy film brytyjski
- nagroda: najlepszy aktor pierwszoplanowy − Eddie Redmayne
- nagroda: najlepszy scenariusz adaptowany − Anthony McCarten
- nominacja: najlepszy film
- nominacja: najlepsza reżyseria − James Marsh
- nominacja: najlepsza aktorka pierwszoplanowa − Felicity Jones
- nominacja: najlepsza muzyka − Jóhann Jóhannsson
- nominacja: najlepszy montaż − Jinx Godfrey
- nominacja: najlepsza charakteryzacja i fryzury − Jan Sewell
- nominacja: najlepsze kostiumy − Steven Noble

21. ceremonia wręczenia nagród Gildii Aktorów Ekranowych
- nagroda: wybitny występ aktora w roli pierwszoplanowej − Eddie Redmayne
- nominacja: wybitny występ aktorki w roli pierwszoplanowej − Felicity Jones
- nominacja: wybitny występ zespołu aktorskiego w filmie kinowym

19. ceremonia wręczenia Satelitów
- nominacja: najlepszy film roku
- nominacja: najlepszy aktor filmowy − Eddie Redmayne
- nominacja: najlepsza aktorka filmowa − Felicity Jones
- nominacja: najlepszy scenariusz adaptowany − Anthony McCarten
- nominacja: najlepsze zdjęcia − Benoît Delhomme